# Miconia remotiflora
Miconia remotiflora är en tvåhjärtbladig växtart som beskrevs av Ignatz Urban. Miconia remotiflora ingår i släktet Miconia och familjen Melastomataceae. Inga underarter finns listade i Catalogue of Life.